# La pobre viejecita
La pobre viejecita es un poema infantil escrito por el poeta colombiano Rafael Pombo, publicado por primera vez en 1854 como parte de su colección Cuentos pintados para niños. La obra es una de las piezas más reconocidas de la literatura infantil colombiana y ha sido incluida en numerosos libros escolares y antologías de poesía en toda América Latina. Su tono irónico y su estructura rítmica han contribuido a su presencia duradera en la memoria popular.

## Trama de la historia
El poema cuenta la historia de una anciana que, a pesar de tener una casa grande, comida abundante y posesiones lujosas, lamenta constantemente su supuesta pobreza. A lo largo del texto, Pombo resalta la discrepancia entre su riqueza material y su percepción de privación, reforzando el tono satírico de la obra. Al final, la pobre viejecita muere, dejando una herencia considerable, y el poema concluye con un comentario irónico, un deseo de que todos puedan disfrutar de la misma "pobreza" que ella soportó.

## Personajes
La historia gira en torno a un personaje único, la pobre viejecita, que se basa en un estereotipo social comúnmente conocido.

## Comentario
Al igual que otros cuentos y rimas de Rafael Pombo, "La pobre viejecita" imparte lecciones sobre la naturaleza humana y los comportamientos sociales. La historia explora los temas de la codicia humana y resalta que las posesiones materiales no son los aspectos más vitales de la vida.
El cuento examina dos tendencias humanas fundamentales: la ingratitud y la subestimación de las propias posesiones y un enfoque constante en lo que a uno le falta.
Aunque muchos pueden verla como una persona codiciosa, ajena a su propia abundancia, es concebible que una mujer tan mayor haya explorado diversas experiencias a lo largo de su vida, lo que refleja una naturaleza verdaderamente curiosa y quizás insaciable.

## Versos
Érase una viejecita
sin nadita que comer,
sino carnes, frutas, dulces,
tortas, huevos, pan y pez.

Bebía caldo, chocolate,
leche, vino, té y café,
y la pobre no encontraba
qué comer ni qué beber.
Y esta vieja no tenía
ni un ranchito en qué vivir
fuera de una casa grande
con su huerta y su jardín.
Nadie, nadie la cuidaba
sino Andrés y Juan Gil
y ocho criados y dos pajes
de librea y corbatín.
Nunca tuvo en qué sentarse
sino sillas y sofás
con banquitos y cojines
y resorte al espaldar.
Ni otra cama que una grande
más dorada que un altar,
con colchón de blanda pluma,
mucha seda y mucho holán.
Y esta pobre viejecita
cada año, hasta su fin,
tuvo un año más de vieja
y uno menos que vivir.
Y al mirarse en el espejo
la espantaba siempre allí
otra vieja de antiparras,
papalina y peluquín.
Y esta pobre viejecita
no tenía qué vestir
sino trajes de mil cortes
y de telas mil y mil.
Y a no ser por sus zapatos,
chanclas, botas y escarpín,
descalcita por el suelo
anduviera la infeliz.
Apetito nunca tuvo
acabando de comer,
ni gozó salud completa
cuando no se hallaba bien.
Se murió del mal de arrugas,
ya encorvada como un tres,
y jamás volvió a quejarse
ni de hambre ni de sed.
Y esta pobre viejecita
al morir no dejó más
que onzas, joyas, tierras, casas,
ocho gatos y un turpial.

Duerma en paz, y Dios permita
que logremos disfrutar
las pobrezas de esa pobre
y morir del mismo mal.

## Usos y adaptaciones modernas
La Pobre Vieja sigue siendo uno de los personajes más reconocidos de la cultura colombiana, apareciendo frecuentemente en libros de texto de primaria, canciones infantiles y compilaciones de literatura infantil.
En 1977, Fernando Laverde produjo una adaptación cinematográfica animada de la historia, considerada como una de las primeras películas animadas creadas en Colombia.
Representaciones del personaje aparecen en desfiles y carnavales . En los últimos años, parques temáticos como Mundo Aventura y el Parque Nacional del Café de Colombia han incorporado versiones animatrónicas de “La Pobre Viejita” a sus atracciones.   